# نيل همفري
نيل همفري (2 أبريل 1973 بكينغستون في جامايكا - ) (بالإنجليزية: Neil Humphrey)‏ هو لاعب كريكت جامايكي. لعب مع Warwickshire Cricket Board ‏.